# 阿尔卡德
阿尔卡德（義大利語：Arcade），是意大利威尼托大区特雷维索省的一个市镇。总面积8.41平方公里，人口4380人，人口密度520.8人/平方公里（2009年）。国家统计（ISTAT）代码为026002。